# Sonate K. 121
La sonate K. 121 (F.80/L.181) en sol mineur est une œuvre pour clavier du compositeur italien Domenico Scarlatti.

## Présentation
La sonate K. 121, en sol mineur, est notée Allegrissimo. Elle est tout aussi brillante que la sonate précédente, imposant des sauts rapides de deux octaves. Au début de la seconde partie la modulation se fait par ton entier. Dans le manuscrit de Parme, elle forme une paire avec la sonate K. 43 qui la précède, également en sol mineur.

## Manuscrits
Le manuscrit principal est le numéro 24 du volume XV (Ms. 9771) de Venise (1749), copié pour Maria Barbara ; les autres sont Parme III 8 (Ms. A. G. 31408) et Londres Add. ms. 31553 (no 35).

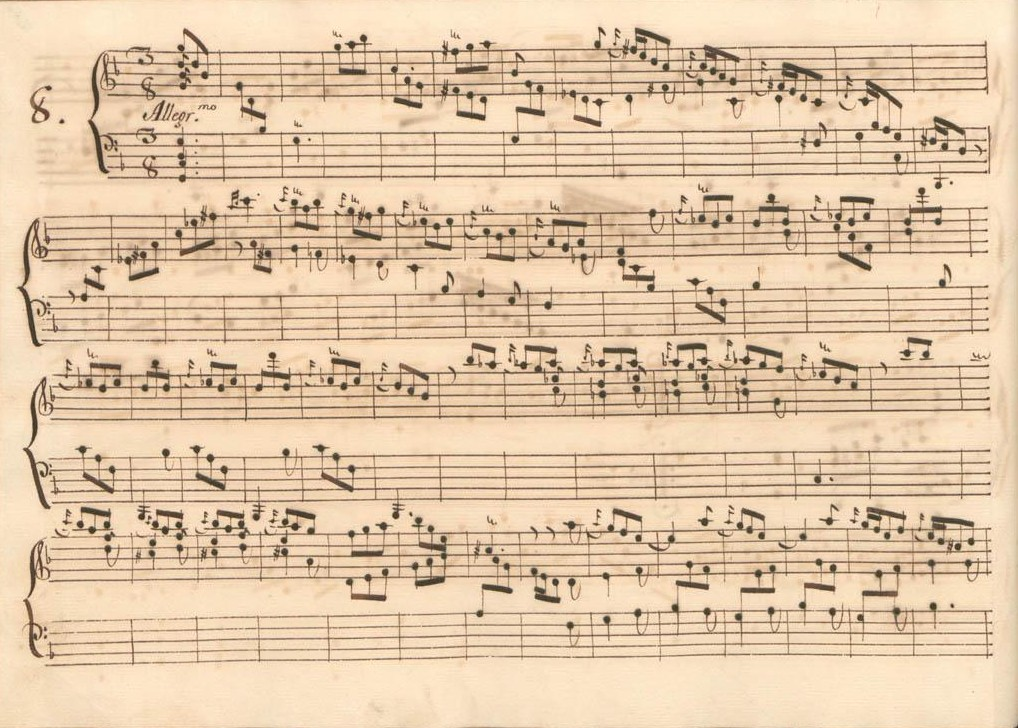
Parme III 8.
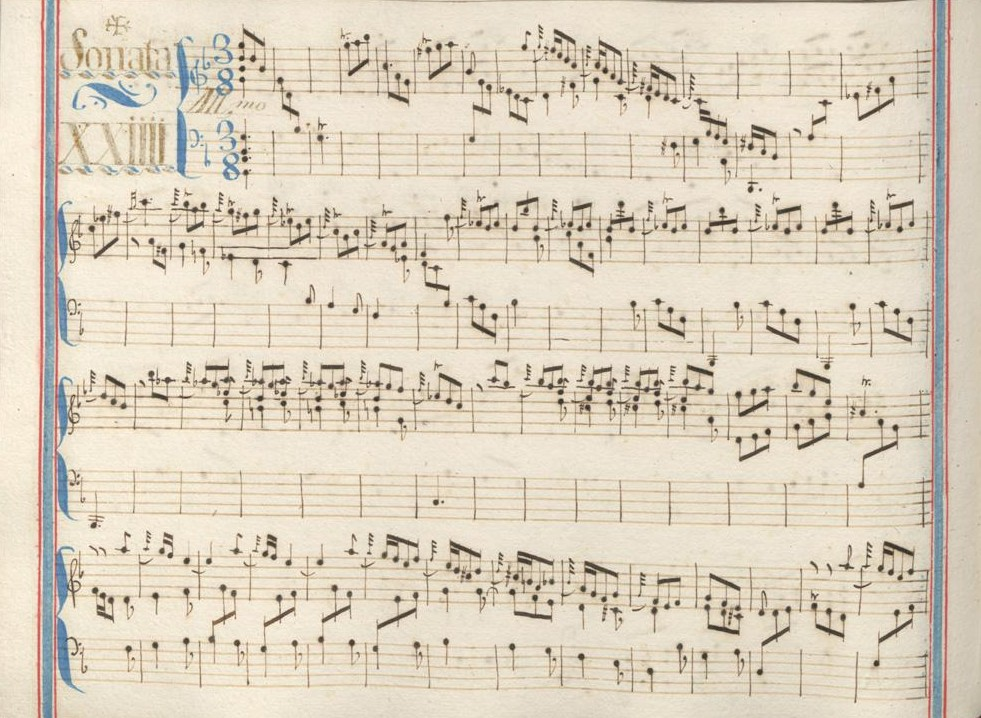
Venise XV 24.
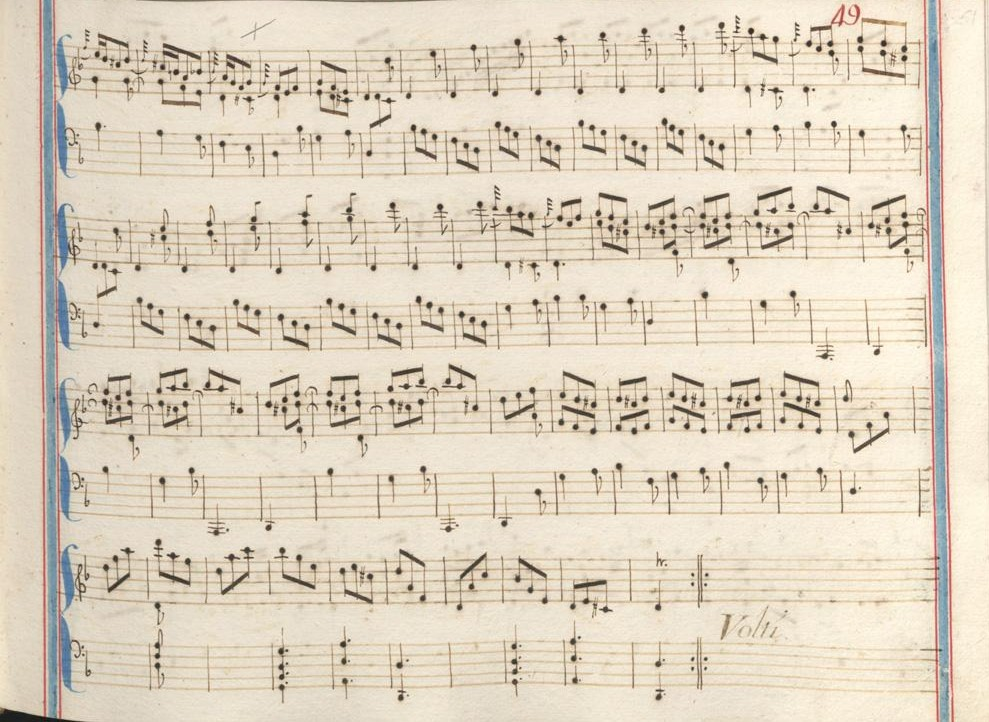
Venise XV 24 (fin de la première section).
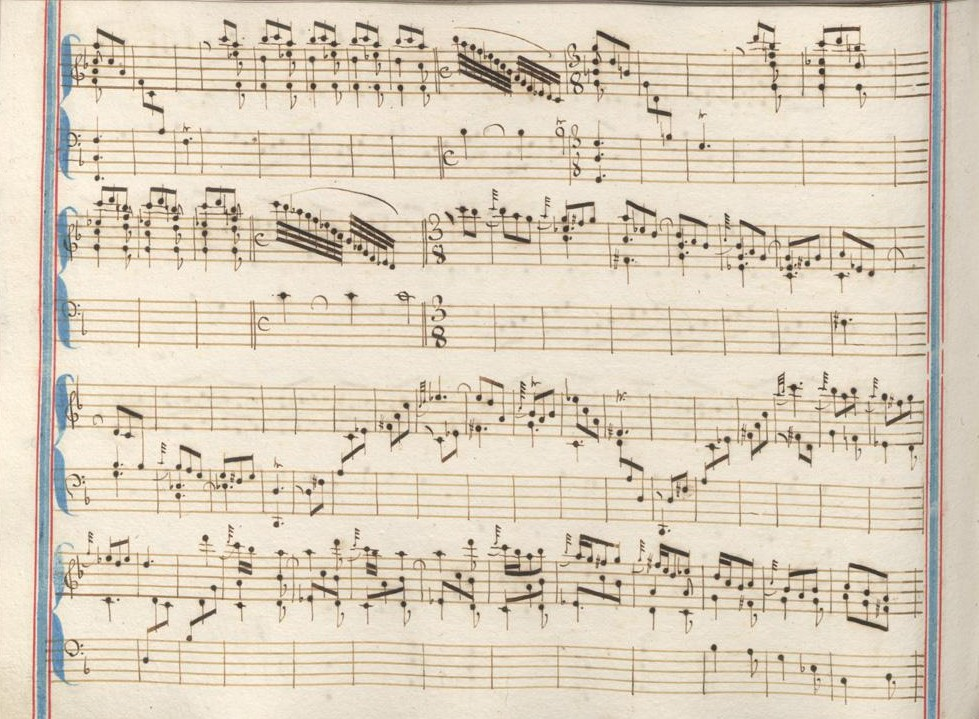
Venise XV 24 (début de la seconde section).
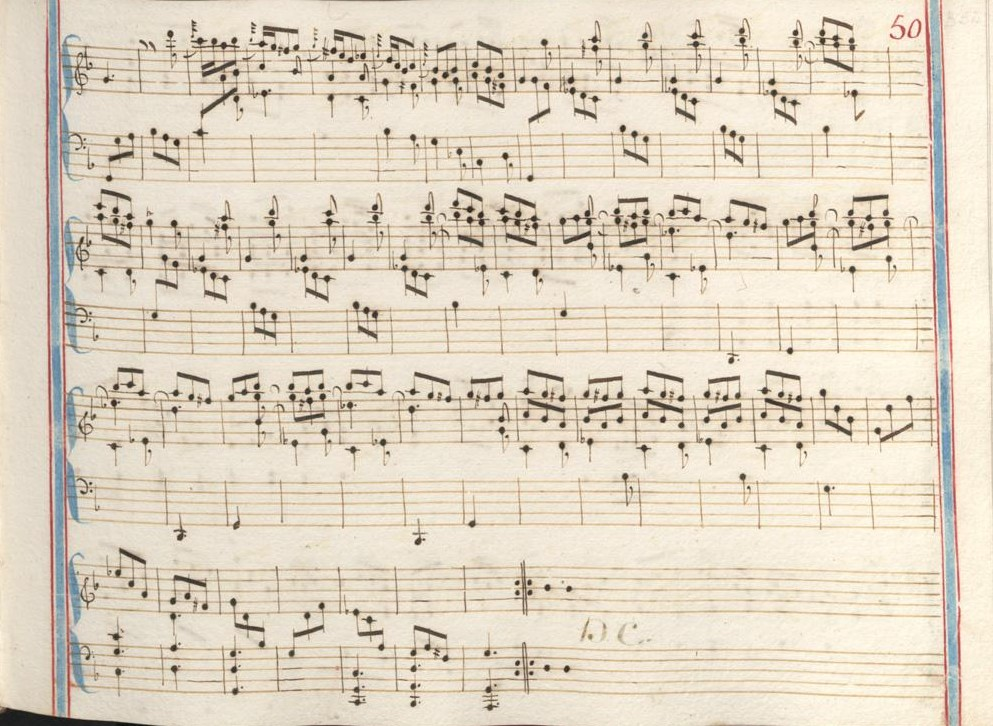
Venise XV 24 (fin de la seconde section).

## Interprètes
La sonate K. 121 est défendue au piano, notamment par Carlo Grante (2009, Music & Arts, vol. 2) et Christoph Ullrich (2019, Tacet, vol. 3) ; au clavecin par Scott Ross (1985, Erato), Richard Lester (2005, Nimbus, vol. 6) et Pieter-Jan Belder (Brilliant Classics, vol. 3).

## Sources
: document utilisé comme source pour la rédaction de cet article.
- Ralph Kirkpatrick (trad. de l'anglais par Dennis Collins), Domenico Scarlatti, Paris, Lattès, coll. « Musique et Musiciens », 1982 (1re éd. 1953 (en)), 493 p. (ISBN 978-2-7096-0118-4, OCLC 954954205, BNF 34689181).
- Alain de Chambure, « Domenico Scarlatti : Intégrale des sonates — Scott Ross », Erato (2564-62092-2), 1985 (OCLC 891183737) .
- (en) Carlo Grante, « Domenico Scarlatti, intégrale des sonates pour clavier (vol. 2) », Music & Arts (CD-1291), 2009 (OCLC 840087257) .